# Phaloria harzi
Phaloria harzi är en insektsart som beskrevs av Andrej Vasiljevitj Gorochov 1999. Phaloria harzi ingår i släktet Phaloria och familjen syrsor. Inga underarter finns listade i Catalogue of Life.